# Cornville
Pour l’article homonyme, voir Cornville dans le Maine.
Cornville est une census-designated place (CDP) située dans le comté de Yavapai dans l'État de l'Arizona aux États-Unis. La population y était de 3 335 habitants lors du recensement de 2000. Page Springs fait partie de la CDP de Cornville.

## Démographie
| 1990  | 2000  | 2010  | - | - | - |
| ----- | ----- | ----- | - | - | - |
| 2 089 | 3 335 | 3 280 | - | - | - |

## Annexe